# Belka startowa
Belka startowa – obiekt na skoczni narciarskiej, z którego zawodnicy rozpoczynają skok. Po zajęciu miejsca na belce i otrzymaniu zielonego światła skoczek ma 10 sekund na rozpoczęcie najazdu (przed sezonem 2005/2006 czas ten wynosił 5 sekund). Od grudnia 2010 w zawodach Pucharu Świata trener ma prawo po zapaleniu się zielonego światła wycofać swojego podopiecznego z belki, jeżeli warunki panujące na skoczni zostaną uznane za niebezpieczne. Przed wprowadzeniem tego przepisu w przypadku, gdy zawodnik po upływie 10 sekund nie odepchnął się od belki startowej zostawał zdyskwalifikowany.
Od sezonu 2009/2010 podczas zawodów Pucharu Świata w skokach narciarskich i kombinacji norweskiej jury ma prawo w trakcie konkursu zmieniać wysokość belki startowej, bez konieczności powtarzania serii. Jeżeli dany skoczek skacze z wyższej belki niż skoczek startujący jako pierwszy, to od noty końcowej są mu odejmowane punkty, jeżeli oddaje skok z niższej belki, dostaje dodatkowe punkty. 
Belka może być również przemieszczona na życzenie trenera wyłącznie dla skoku swojego podopiecznego - wtedy dodatkowe punkty za skok z niższej belki są dodawane, gdy skoczek osiągnie co najmniej 95% rozmiaru skoczni (HS). Gdy zawodnik odda swój skok, belka wraca na poprzednią pozycję.